# Chromebox
Chromebox（クロームボックス）はGoogleのChromeOSオペレーティングシステムが動作するパーソナルコンピュータである。ChromeboxはChromebookラップトップのデスクトップ派生である。

## 機能
他のChrome OSデバイス同様、Chromeboxは主にただ一つのアプリケーションであるブラウザをサポートする。それに関連して、ソフトウェア機能とデータストレージについてはインターネット接続に激しく依存する。Local Area Network経由の接続は、無線LANやイーサネットポートを通じて可能である。
Chromeboxは省スペースパソコンに分類され、一般的に電源スイッチおよびキーボード、ポインティングデバイス、そして1つ以上のモニタをサポートするための接続セットが特徴である。ソリッドステートドライブはストレージ用として用いられ、無線プリンターのみがサポートされる。2012年5月29日にサムスンからリリースされた最初のChromeboxは、1.3GHzデュアルコアIntel Celeronプロセッサ867で動作し、6つのUSB 2.0ポートと、HDMI、DVI、そしてVGAと互換性のある2つのDisplayPort++スロットが組み込まれていた。
2014年2月、Googleはビジネスビデオ会議パッケージ、1080p高解像度カメラモジュール、外部マイク/スピーカ、そしてリモートコントロールをASUS Chromeboxにバンドルした。このシステムは、シスコやPolycom製を含む他の統一ビデオ会議システムよりも数千ドル安い費用である、初年度で放棄される年額250ドルの管理費を加えた999ドルで小売された。Chromeboxは、最大15人までの参加者、共有スクリーンのための専用URL、そしてスケジューリングミーティング管理アカウントのために、Google+ ハングアウトライクなインターフェイスを採用した。
2014年3月、ASUSは、179ドルで小売されCeleron CPUと4つのUSB3.0ポートを特徴とした、コンパクトな1.32ポンドモデルでChromebox市場のローエンドに新しい値段を打ち立てた。Yahoo! TechのコラムニストであるDavid Pogueは、ASUSデバイスの中で最小のものであるそのChromeboxを、「今まで売られた中で一番安いデスクトップコンピュータ」と称し、それをSmart車に見立て、「あなたはChromeboxを使ってホーム・デポ製の材木を運搬することはないだろうが、Chromeboxは非常に素晴らしく、ほとんど毎日、それは行きたい場所へあなたを連れて行くだろう」と語った。5月に、ASUSはIntel Core i3を搭載したより高速なモデルをリリースした。ヒューレット・パッカードは6月に、オプションでキーボードとマウスをバンドルする、Intel Celeronプロセッサで動作するChromeboxで市場に参入した。8月にエイサーは、直立して立たせることができ、ローカルデータの暗号化と迅速な削除を含むビジネス志向な機能を用意した2つのモデルを導入した。9月にデルは、Googleビデオ会議システムのデル実装だけでなく、エントリーレベルマシンで市場に参入した。